# ایمن عبدالعزیز
ایمن عبدالعزیز (عربی: أيمن محمد عبدالعزيز؛ زادهٔ ۲۸ نوامبر ۱۹۷۸) یک ورزشکار اهل ترکیه است.
از باشگاه‌هایی که در آن بازی کرده‌است می‌توان به باشگاه ورزشی زمالک، و گنچلربیرلیغی اسپور، ترابوزان‌اسپور، باشگاه فوتبال کونیاسپور، چای‌کار ریزه‌اسپور، باشگاه ورزشی زمالک، و تیم ملی فوتبال مصر اشاره کرد.
وی همچنین در تیم ملی فوتبال مصر بازی کرده است.